# Rottweiler

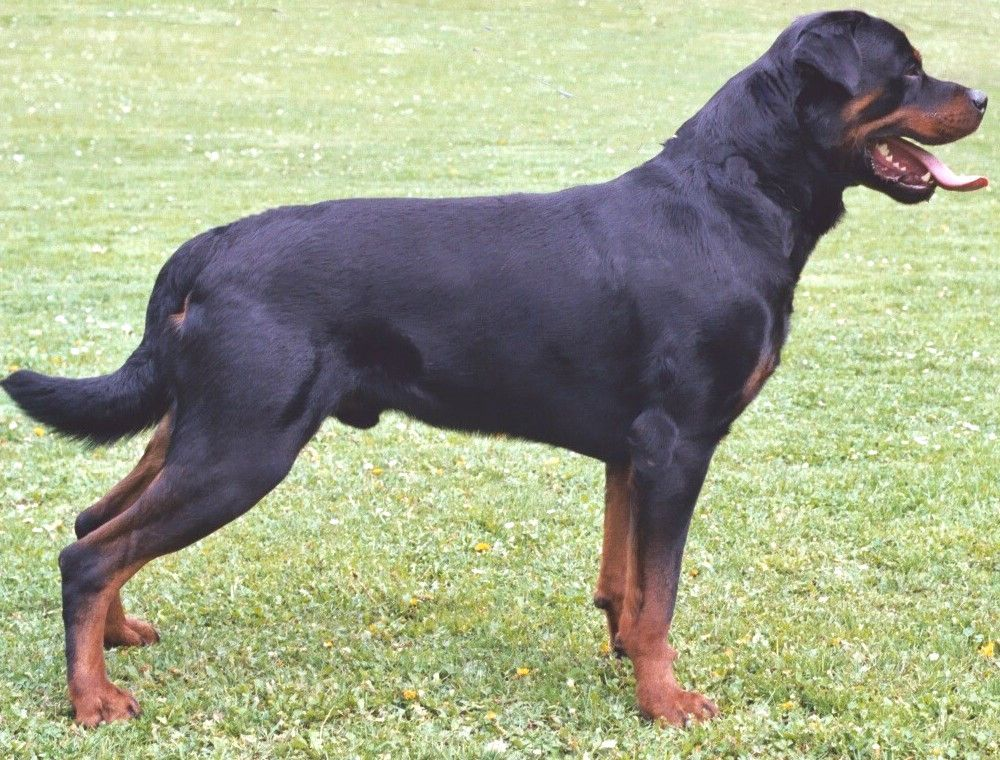

Rottweiler este o rasă de câine de origine germană, cu corpul masiv și musculos, cu blană scurtă și cu pete roșcate pe cap, piept și picioare. Are o talie medie de 55–68 cm și o greutate de 41–50 kg. Din Evul Mediu și până la sfârșitul secolului al XIX-lea rottweilerii îi însoțeau pe negustorii de carne plecați să cumpere vite, ducând banii într-o pungă atârnată de gât. De-a lungul timpului rottweilerii au fost folosiți pentru paza turmelor și locuințelor, pentru tracțiune și drept câini-polițiști. Se consideră că ei descind dintr-o rasă de câini de pază a vitelor lăsați aici de legiunile romane.

## Alimentația
Alimentația Rottweilerului nu este una specială, poate fi hrănit atât cu hrană uscată cât și cu hrană preparată (de preferință orez fiert cu carne de vită sau pui și puțin morcov precum și iaurt cu musli, supă de pui, dar și arpacaș fiert și condimentat etc.), în nici un caz carne de porc sau grăsimi.

## Comportament și psihologie
Dresajul și îngrijirea corespunzătoare a Rottweiler-ului îl pot face un câine de companie excelent. Rottweiler-ul este o rasă de câini foarte puternică cu instincte protectoare native. Inițial, utilizat ca și câine ciobănesc care supraveghea turmele de oi, Rottweiler-ul a devenit rapid mai bine cunoscut ca și câine de pază. Deși uneori răutăcios din cauza unei educații inadecvate și mergând până la agresiune, dresajul și îngrijirea adecvată a Rottweiler-ului îl pot face un companion excelent.

## Istoricul și originea
Se crede că Rottweiler-ul din zilele noastre este un descendent al câinilor-păstori din timpurile romanilor, probabil al mastiff-ului italian. Așa cum romanii și-au extins dominația de-a lungul întregii Europe, Rottweiler-ul le-a stat alături având rolul de a păstori cirezile de vaci și de a-i apăra pe soldați și alimentele acestora de prădători. Datele istorice au consemnat că trupele romane, în cele din urmă, au intrat și s-au stabilit în Germania în anul 74 î.Hr. În acel timp, acoperișurile din olane (țigle) roșii reprezentau stilul arhitectural obișnuit, iar colonia a fost numită Rottweil, o traducere a cuvintelor germane pentru țigla roșie. Această colonie a dat naștere numelui rasei, care a contribuit cu loialitate și curaj la dezvoltarea civilizațiilor romane și germanice.Această regiune Rottweil a devenit în cele din urmă un important târg de vite, unde descendenții  câinilor romani de bovine și-au dovedit utilitatea atât în conducerea turmelor cât și în paza lor împotriva hoților și a animalelor sălbatice . Rottweilerii au fost folosiți de măcelarii ce călătoreau prin târgurile evului mediu  păzind  pungile  de bani legate în jurul gâtului lor.Cu toate acestea,  la sfârșitul secolului al nouăsprezecelea când  căile ferate au devenit principala modalitate de transport, rasa a scăzut numeric atât de mult încât în 1900 a existat o singură femelă  în orașul Rottweil, pe lângă doar încă un număr redus în împrejurimi.
Renașterea rasei până la primul război mondial s-a realizat datorită cererii din ce în ce mai mari pentru câini de poliție, sporind interesul pentru  câinii Rottweiler. În timpul primului război mondial, rottweilerii au fost folosiți  în diferite roluri, inclusiv ca mesageri, ambulanță, și câini de pază.
Practic, aproape distrusă în jurul anilor 1800, rasa a revenit la începutul secolului al XX-lea, datorită eforturilor susținute ale unor crescători entuziaști din Stuttgart.
Rottweiler-ul este încadrat în clasa câinilor utilitari și a fost prima dată înregistrat de către American Kennel Club în 1931.

## Talente
Luarea urmei (copoi), câine ciobănesc, de pază și de protecție, polițist și cărăuș.

## Grupa
Mastiff (buldog) sau câini utilitari (AKC).
Rasa este recunoscută de următoarele organizații și oficii internaționale: CKC, FCI, AKC, UKC, KCGB, ANKC, NKC, NZKC, APRI, ACR.

## Aspectul exterior și dimensiunile
Rottweiler-ul este un câine de talie medie, de culoare neagră cu pete ruginii pe obraji și bot, labe și membre.Crescătorii de Rottweiler vizează un câine de o mare forță , negru acoperit cu marcaje clar definite - așa zisele puncte de foc-, a căror putere și aspect nu duce lipsă de noblețe  și care este deosebit de bine adaptat pentru a fi un câine de companie, serviciu sau de lucru. Există și o varietate de Rottweiler roșie (roșcată) cu pete maron.
Blana sa este formată din fire de păr de lungime medie, drepte și destul de aspre. Capul câinelui este lat cu un bot rotunjit, bine dezvoltat și urechi triunghiulare, lăsate. Nasul (trufa) este mare și negru. Ochii sunt de culoare închisă, cu o expresie de loialitate și bunăvoință. Buzele sunt negre, iar mucoasa lor este pigmentată. Corpul acestui câine este masiv și puternic, musculos și atletic. Rottweiler-ul posedă o forță considerabilă și prezintă un piept adânc și lat. Coada este tăiată (scurtată în lungime) rămânând una sau două vertebre coccigiene (piese osoase ale coloanei vertebrale). Dacă este prezentă  coada este butucănoasă. Amputarea este interzisă în Germania, Marea Britanie și alte câteva țări.  Rottweiler-ii sunt adesea născuți cu pinteni la nivelul membrelor posterioare, care sunt amputați, de regulă, odată cu coada.
Se susține că ar exista două tipuri de câini Rottweiler:
1.Rottweiler-ul german se pare că este mai scund, mai îndesat și are un cap mai mare și mai butucănos;
2.Rottweiler-ul american este mai înalt, cu picioarele mai lungi și cu capul mai puțin butucănos.
În orice caz, sunt crescători care fac selecții urmărind standardul german, care este în afara celui recunoscut de AKC, în timp ce alții fac selecții urmărind standardul american, acceptat de AKC.
Adultul de Rottweiler are în medie 61–69 cm înălțime la mascul și 56–63 cm la femela. Masa corporală este de 43–59 kg la mascul și de 38–52 kg la femelă.

## Personalitatea
Rottweiler-ul este un câine cu o personalitate puternică. Este calm, ușor de dresat și educat, curajos și devotat proprietarului și familiei sale. Este un câine extrem de protector, apărându-și familia cu înverșunare. Sunt luptători puternici, care par a fi imuni la durere. Sobru, ponderat, loial, sigur pe sine, rottweiler-ul necesită stăpâni care îl pot domina și manipula. Dresajul ferm și meticulos este esențial pentru acest câine, altfel puteți sfârși prin a avea un câine extrem de puternic, independent și peste măsură de agresiv.
Este un câine de pază nativ, cu un caracter blând și ușor de cizelat. Sunt foarte inteligenți și și-au dovedit abilitățile in cadrul instituțiilor polițienești, militare sau vamale de-a lungul multor secole.
Acest câine necesită multă companie și timp pentru socializare pentru a avea cu adevărat un exemplar reușit. Prietenii și rudele familiei sunt, în general, primiți cu entuziasm. Străinii nu pot trece mai aproape de trotuar.
Lătratul este adesea rezervat pentru intrușii nedoriți.
Potrivit  standardului FCI, Rottweilerii sunt blânzi, calmi în etapa de bază, iubitori de copii, foarte devotați, ascultători  și dornici să învețe lucruri noi și să lucreze. Aspectul lor este natural și rustic, comportamentul lor sigur de sine, echilibrat și neînfricat. Ei reacționează în mediul lor cu mare atenție. American Kennel Club spune că este în esență un câine calm, încrezător și curajos, cu  rezerva că nu se împrietenește ușor cu străinii. Un Rottweiler este întotdeauna sigur pe sine. Manifestă o mare dorință de a proteja casa și familia și este un câine inteligent, cu o duritate extremă și adaptabilitate, cu o voință puternică de a lucra, ceea ce îl face potrivit mai ales ca și companion, pază sau câine utilitar.
Rottweilerii sunt o rasă de câini puternici, cu o bună dezvoltare genetică a instinctelor de pază. Ca la orice rasă, comportamentul potențial periculos este, de obicei, rezultatul educației iresponsabile a proprietarului, a tratamentului plin de abuzuri, neglijare sau lipsei de socializare. Experții recomandă ca acești câini să beneficieze de instruire și socializare extinsă, lucruri esențiale pentru toți Rottweilerii. Potrivit AKC, Rottweilerii iubesc persoanele din anturajul lor și pot să se comporte într-un mod comic spre deliciul familiei și prietenilor, dar sunt, de asemenea, foarte protectori cu teritoriul lor și nu agreează străinii. Rottweilerii au nevoie de atenție în formare și de  multă, multă  socializare. Rottweilerilor nu le face bine să stea legați timp îndelungat. Ei sunt câini de lucru și necesită o ocupație, de aceea nu se recomandă acest câine oricui.

## Relațiile cu familia și casa
Rottweiler-ul este un câine de companie pretabil pentru persoanele care sunt în căutarea unui prieten loial și a unui câine de pază credincios. Proprietarii împărtășesc o legătura puternică cu câinii lor de companie; totuși, rasa nu este cunoscută pentru abilitatea de a realiza relații de prietenie rapide cu străinii. Adesea văzuți ca o amenințare de către Rottweileri, străinii pot fi întâmpinați cu o reacție agresivă. Acest câine nu prea este indicat familiilor cu copii mici din cauza forței și posibilei intoleranțe față de poznele copiilor. Rottweiler-ul se bucură să fie singurul câine al familiei. Poate fi agresiv cu alți câini, motiv pentru care trebuie ținuți în lesă în spațiile publice.
Când un câine Rottweiler este complet educat și dresat, va fi un bun tovarăș de joacă pentru copii. Va accepta pisicile și alte animăluțe de casă atâta timp cât a avut o experiență pozitivă cu acestea în timpul copilăriei.
Rottweiler-ul se va acomoda să trăiască într-un apartament, dacă i se acordă suficient timp și spațiu pentru mișcare. Sunt câini relativ inactivi în interiorul căminului, astfel că o curticică este suficientă pentru a-l face fericit.

## Dresajul
Rottweiler-ii sunt câini extrem de inteligenți și sunt utilizați de secole, datorită curajului lor recunoscut, ca și câini de pază. De la începutul secolului al XX-lea, câinele din această rasă a fost utilizat ca și câine polițist. Rottweiler-ii sunt nerăbdători și doritori să învețe. Din nefericire, unele persoane au ales să profite de entuziasmul Rottweiler-ului pentru a-i învăța și antrena să fie agresivi. Acest lucru a avut ca rezultat crearea unei reputații proaste pentru rasă, reputație pe care proprietarii și crescătorii de câini Rottweiler au încercat cu disperare s-o reabiliteze. Cu un dresaj adecvat, Rottweiler-ul poate deveni un membru al familiei, îndrăgit și devotat.
Din cauza taliei lor, dresajul trebuie instituit de timpuriu, încă de când câinele este mic și trebuie luat în serios pentru a vă putea asigura că exemplarul dumneavoastră nu va deveni agresiv.

## Aspecte particulare
Unii câini Rottweiler sforăie în timp ce dorm și, ca urmare, ocazional tușesc. Aceasta nu implică o problemă de sănătate pentru câine. Totuși, dacă tușitul este un fenomen frecvent, în special în timp ce câinele dumneavoastră de companie doarme, acesta poate fi un indiciu al prezenței unei afecțiuni cardiace sau pulmonare. Acestea sunt probleme grave care ar trebui tratate imediat.
Rottweiler-ul ar trebui periat cu o perie din păr de porc, de circa două ori pe săptămână. Aceasta este o regulă generală pentru toate rasele de câini cu părul scurt. O mânușă-perie este adecvată pentru efectuarea unui periaj meticulos. Perierea stimulează creșterea părului nou, sănătos și înlătură părul uzat, pregătit să cadă. Această activitate va permite stabilirea unei legături cu câinele. Demararea acestui regim în timp ce câinele dumneavoastră de companie este încă pui este o cale eficientă pentru începerea unei relații apropiate și bazată pe încredere. Îmbăiați-l numai când este absolut necesar. Rottweiler-ul este un câine ce năpârlește sezonier și nu excesiv.
Rottweiler-ul este un câine ce necesită un volum suficient de mișcare. Alergatul în spațiile deschise (păduri sau câmpurile neîmprejmuite) îl vor face foarte fericit, neavând nici o intenție de a se depărta de dumneavoastră. Înotul și alergatul pe lângă bicicletă sunt activități perfecte pentru consumarea energiei acestui câine „sportiv” din naștere. Rottweiler-ul se va bucura întotdeauna să recupereze mingea pe care i-o veți arunca.
Cățelele de Rottweiler sunt foarte prolifice, născând în mod frecvent până la 12 căței.
Rasa a avut parte de o publicitate negativă. În SUA, într-un raport din 1997 al CDC, Rottweiler a fost considerat ca a doua rasă cu probabilitate de atac mortal asupra oamenilor după Pit Bull, deși aceste atacuri reprezintă jumătate comparativ cu rasa Pitbull.
Portretizarea Rottweilerilor ca și câini răi în mai multe filme de ficțiune și serii de televiziune, mai ales în The Omen, și articolele negative de presă s-a adăugat la publicitatea lor negativă. Acest lucru a dus la interzicerea lor în unele orașe și sunt uneori vizați ca și câini periculoși prin legislație, cum ar fi în Țările de Jos, Polonia, Portugalia și Republica Irlanda.  Pe de altă parte, nu toată mass-media  a portretizat rasa într-o lumină negativă : De exemplu, o parte mai blândă a personalității Rottweilerului a fost observată în Lethal Weapon 3 film în care cu ajutorul unui Rotweiller o operațiune de contrabandă cu arme a fost anihilat de personajul principal, jucat de Mel Gibson. Câinele a fost ulterior salvat și de facto adoptat de către protagonist. De asemenea, în seria HBO Entourage un Rottweiler pe nume Arnold este un drăguț animal de companie pentru  personajele principale.

## Boli
Boli frecvente sunt: displazia de șold și de cot (dacă nu sunt controlate montele), torsiune stomacală, demodecie (la fel, dacă nu sunt controlate montele) precum și probleme cu ficatul. Există exemplare la care pot apărea probleme cu calciul (probleme de asimilare a calciului).

## Educația și dresajul
Dresajul poate fi unul ușor dacă este făcut de cineva cu experiență. Rottweilerul poate uneori să încerce să preia conducerea. Dacă va avea o mână forte care să îl ghideze va deveni un câine foarte bun în toate sensurile.